# 2025年世界博覽會
2025年世界博覽會，正式名稱為2025年日本國際博覽會（日语：／ nisen-nijyūgo nen nippon kokusai hakurankai */?），簡稱大阪·關西世博或大阪·關西萬博 （／ Ōsaka Kansai Banpaku），是2025年4月13日至10月13日（預定）在日本大阪府大阪市舉辦的世界博覽會，為国际展览局認可的第44屆綜合型世界博覽會，會期6個月，會場位於大阪灣岸的人工島梦洲，主題是「讓生命更光輝的未來社會藍圖」（いのち輝く未来社会のデザイン）。本次是大阪繼1970年之後第2次承辦綜合型世界博覽會，亦是日本第3次舉辦綜合型世界博覽會；除了主辦國日本之外，共有海外159個國家、9個國際組織參展。
大阪申辦2025年世界博覽會的構想起始於2014年，2017年在大阪府、市及關西地方的官民合作下正式提出申辦計劃，在2018年11月成功獲得舉辦權、隔年1月組成「2025年日本國際博覽會協會」作為本次世博會的主辦單位。2022年3月22日，主辦方公佈了本次世博会的吉祥物——脈脈（ミャクミャク）。2023年11月30日，开始预售门票，预计将有2,800万游客到场参观。

## 竞选与注册

### 候选国
根据国际展览局的规定，所有希望举办2025年世界博览会的国家，需在2017年5月22日前提交申办申请，之后开始进入项目审查阶段：
- 法国巴黎：2016年11月22日提出申办[12]，主题为 "分享我们的知识，关爱我们的地球 "，但由于财政问题和针对时任法国总统马克龙的抗议活动，2018年1月21日法国退出参选[13]。
- 阿塞拜疆巴库：以 "发展人力资本，建设美好未来 "为主题参选[14]。
- 日本大阪：2017年4月24日正式申办世博会[15]，主题为“构建未来社会，想象明日生活”[16]。
- 俄罗斯葉卡捷琳堡：2017年5月22日提出申办，主题为“改变世界：包容性创新——为了孩子和后代”[17]。

### 投票
2018年11月23日，国际展览局在法国巴黎召开第164次全体大会，会上经过两轮不記名投票后，日本大阪被选定为2025年注册类世界博览会主办城市。

### 注册批准
2019年12月27日，日本向国际展览局提交了本次世博会的注册申请，国际展览局在次年12月1日召开的第167次全体大会上完成了对2025年日本大阪世博会的注册程序。

## 籌辦過程
2018年1月30日，本次世博會的主辦單位「公益社團法人 2025年日本國際博覽會協會」（公益社団法人 2025年日本国際博覧会協会）成立，由大阪及關西的地方政府、民間企業、業界團體共同組成，象徵著本次展會周期的正式開始。2019年1月24日，日本中央政府主管本次世博會事務的經濟產業省，宣布本次世博會的簡稱為「大阪·關西萬博」；之所以採用此簡稱，除了向世界宣傳大阪所在的關西地方的魅力之外，也同時與1970年在大阪市郊舉行的「大阪萬博」（1970年世界博覽會）做出區隔。
2020年12月25日，主辦方對正式本次世博會的總體規劃（基本計画）正式定案，同時宣布展會主題為「讓生命更光輝的未來社會藍圖」（日語：いのち輝く未来社会のデザイン）。
本次世博会的会场位于大阪湾海滨的人工岛梦洲，原主要作為大阪港的货柜码头使用，占地约155公顷，主办方需从平地开始建设世博会所需的场馆，并整备会场相关的基础交通设施。主办方举办世博会所需的场馆建设费用与运营费用先后经过多次调整。2019年，日本对本次世界博览会的场馆建设预算为1,250亿日元，规划日本中央政府、大阪府政府和大阪市政府、日本企业界各出资400亿日元。2020年12月，担当大臣井上信治宣布，设施整备与重新设计场馆屋顶的预算不足，上调该预算至1,850亿日元。2022年，开始就各场馆建设进行首轮竞标，其中10个项目流标，朝日新聞等媒体开始担心因物价飞涨与日元价值疲软，而导致场馆建设预算超过1,850亿日元。
2023年11月27日，日本首相岸田文雄与2025年国际博览会担当国务大臣自見英子在参议院预算委员会上表示，本次世界博览会场馆建设预算已达到2,350亿日元，另外日本中央政府还要负担约837亿日元的日本馆建设、支援其他发展中国家参展、安全保障等费用，预估总经费达3,187亿日元。同年12月6日，大阪市市长横山英幸表示，除2,350亿日元的会场建设预算外，日本政府还在对围绕会場梦洲而投入基础设施整备费用，该项目将耗资1,129亿日元，其中大阪市将负责出资808亿日元，项目还将惠及包括賭場在内的综合度假区，整备工期从2018年持续到2028年，同时，横山英幸表示无论是否举办世博会该费用都是必要的。12月10日，日本国際博覧会協会宣布将上调运营费用预算，将原本预定的809亿日元运营费用增至1,000多亿日元。
截至2023年12月，共有159个国家地区宣布参展本次世博会；截至开幕前一个月（2025年3月），海外展馆完工不足两成。

## 门票
2023年11月30日，本次世博会主办方日本国際博覧会協会开始预售门票，门票预售首周共售出约5.4万张票，据协会估计会期内将有2,820万人参观展览，并出售大约2,300万张门票，协会的目标是预售1,400万张门票。
本次世博会共有六种门票大类，其注年龄限制以2025年4月1日时的年龄为准，三岁以下免票。

## 會場構成

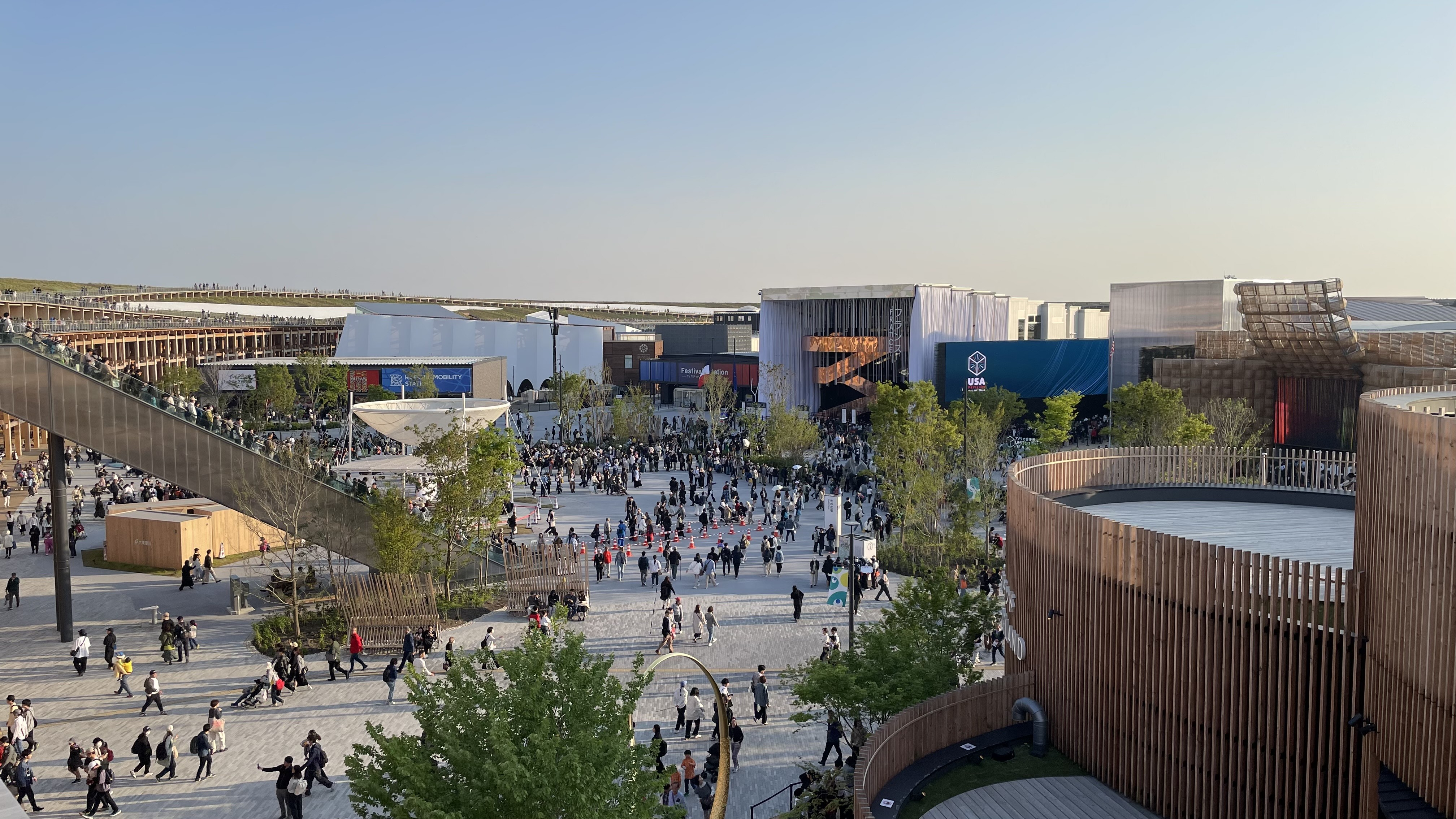
從光之廣場俯瞰會場（2025年4月26日攝）

本次世博會的會場位於人工島上，考量到填海工程和地質條件，大致分成3個區域（エリア）來構成。這些區域是事業計畫時的稱呼，在正式的展期進行時，會以作為會場象徵的「大屋頂環」為中心，再細分成8個展區（ゾーン）。以世界各國、國際組織、日本政府相關單位、民間團體為單位設置的展館（パビリオン），則分佈在其中的7個展區。
本次世博会的总设计师是日本建築家藤本壯介，负责会场的总体规划与设计指导。除了國家及個別機構的展館之外，本次世博会设有国宾馆（迎賓館），是以钢结构建造的单层建筑，占地面积4,624平方米平房，用以接待来自世界各地的领导人与贵宾；主展厅（EXPO ホール（大催事場）），是主体以钢结构建造的双层建筑，占地8,419.7平方米，可提供约2,000个座位数，用以举办开闭幕式、音乐、戏剧、表演、论坛等活动；小展厅（EXPO ナショナルデーホール（小催事場）），钢结构建造的双层建筑，占地4,836平方米，内有供官方、地方政府举办活动所需的主舞台，主舞台座椅数约500个，另有休息室和餐厅等餐饮设施（座椅数约280个）与展示日本传统文化的展区和用于表演的小舞台。主展厅计划于2025年1月完工，小展厅和国宾馆计划于2024年12月完工。
展館世界（パビリオンワールド）
作為萬博亮點的展館等設施集中所在的熱鬧區域稱為「展館世界（Pavilion World）」。在這個區域中，設有一條環繞整個會場的大環形主街道，而其上方則設有一座大型屋頂（稱為「環形屋頂」）。這座大屋頂除了具備遮陽、防雨的功能外，其上方還設有空中迴廊，也兼具展望步道的作用。。
2021年9月，大阪府木材聯合會提出建議，希望能使用國產木材來建造這座環形屋頂。此外，在大屋頂環與展館的中央，還設置了一處名為「靜謐之森（静けさの森）」的空間，作為來場者休憩放鬆的場所。
水景世界（ウォーターワールド）
這是一個位於會場南側、活用水景所打造的休憩區域，同時也是象徵全球史上首次海上萬博的代表性地點。沿著水岸設置了餐飲設施，並作為「空氣與水的奇幻表演」以及無人機表演等水上活動的舞台加以活用。
綠色世界（グリーンワールド）
這是一個面向會場西側海岸的綠地區域，擁有開放且綠意盎然的空間。區內設有戶外活動廣場、「最佳實踐區」，以及能夠體驗先進移動工具（如飛天車等）的「未來移動體驗區」。此外，該區也設有公車車站與西側入口大門。

### 大屋頂環

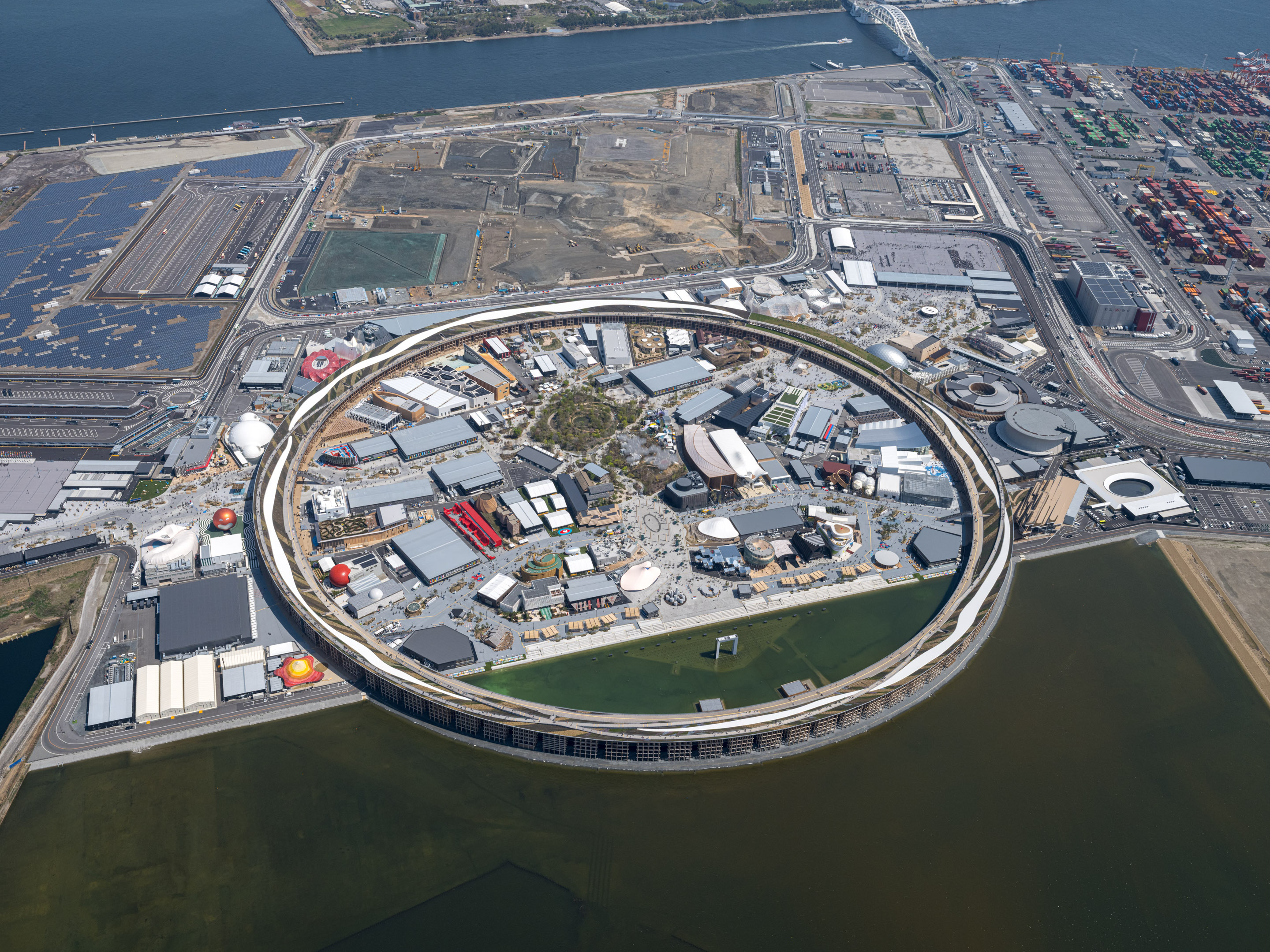
大屋頂環

藤本壮介为本次世博会设计了一个占地6万平方米的木制环状回廊作为标志性建筑，稱為「大屋頂環」（大屋根リング），该回廊采用日式木结构建筑风格，内径615米，周长2千米，上有屋顶可供遮雨、遮阳，游客可登顶眺望大海。大屋頂環並獲金氏世界紀錄認證为世界最大规模的木制建筑。於2023年6月動工，並於2025年2月完工。屋頂設有可供攀登的散步步道。傍晚時分，從屋頂可眺望夕陽沉入自古以來便被譽為絕景的瀨戶內海。

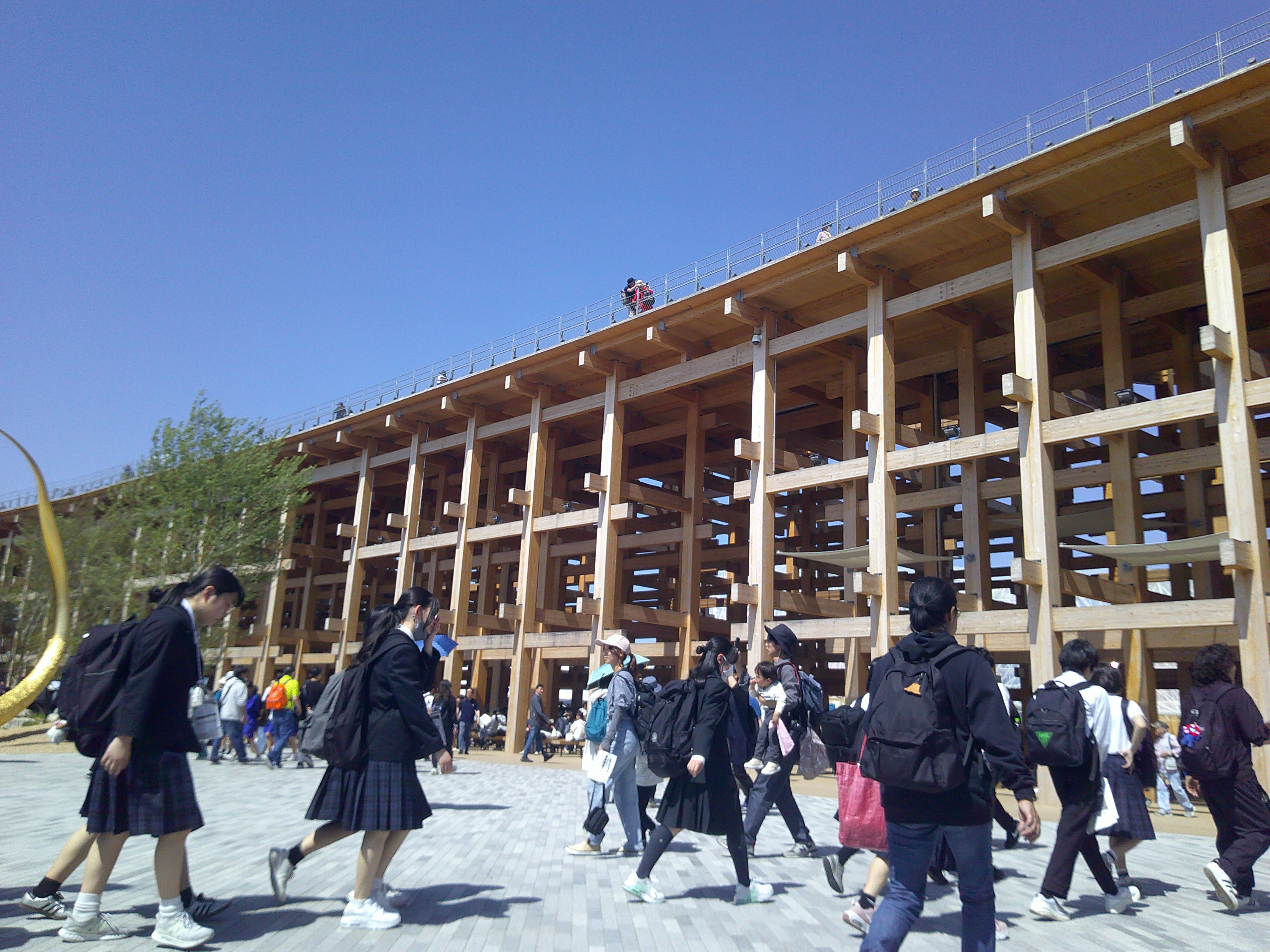
環形屋頂周邊
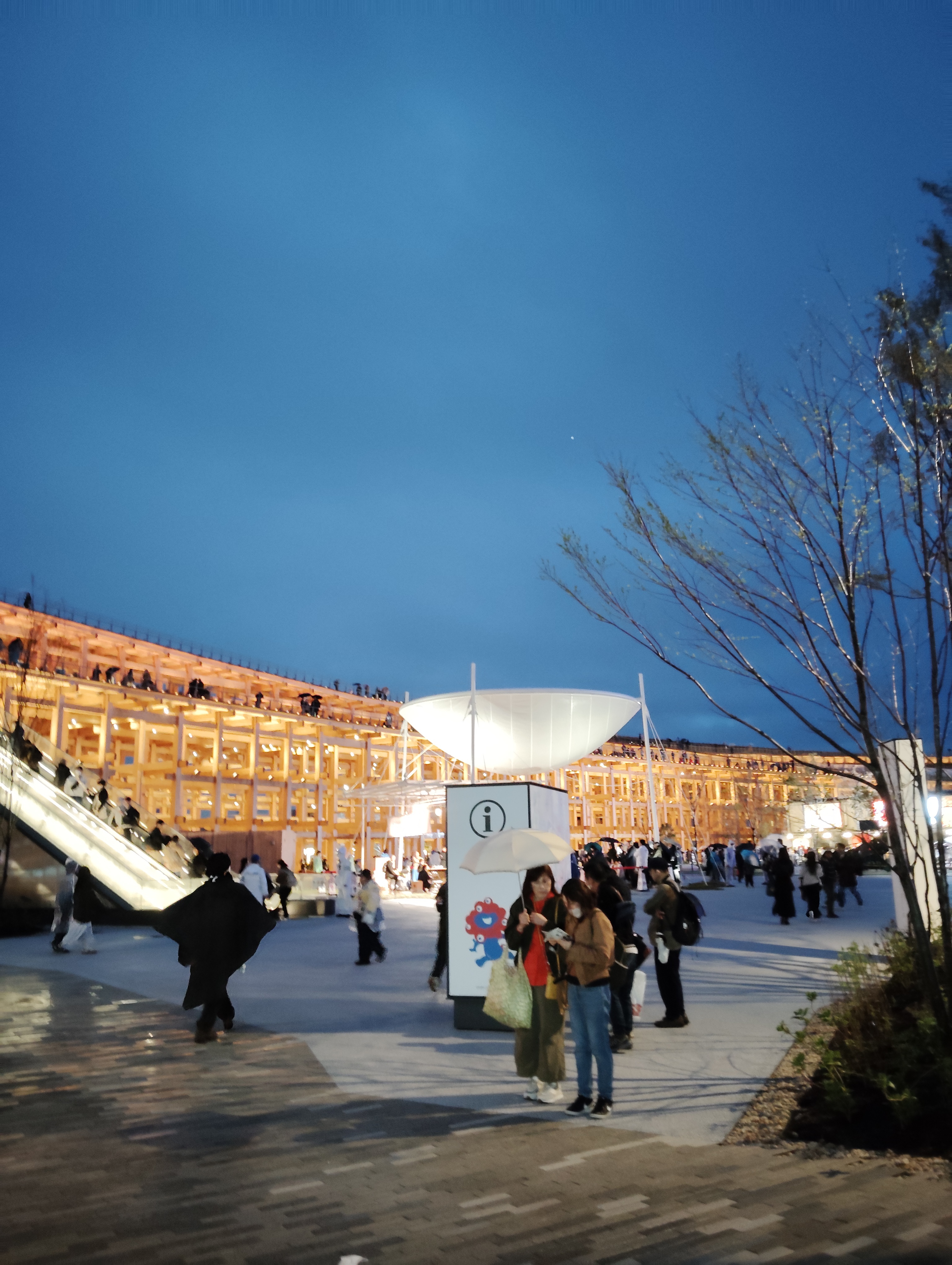
燈光照明下的大屋頂環
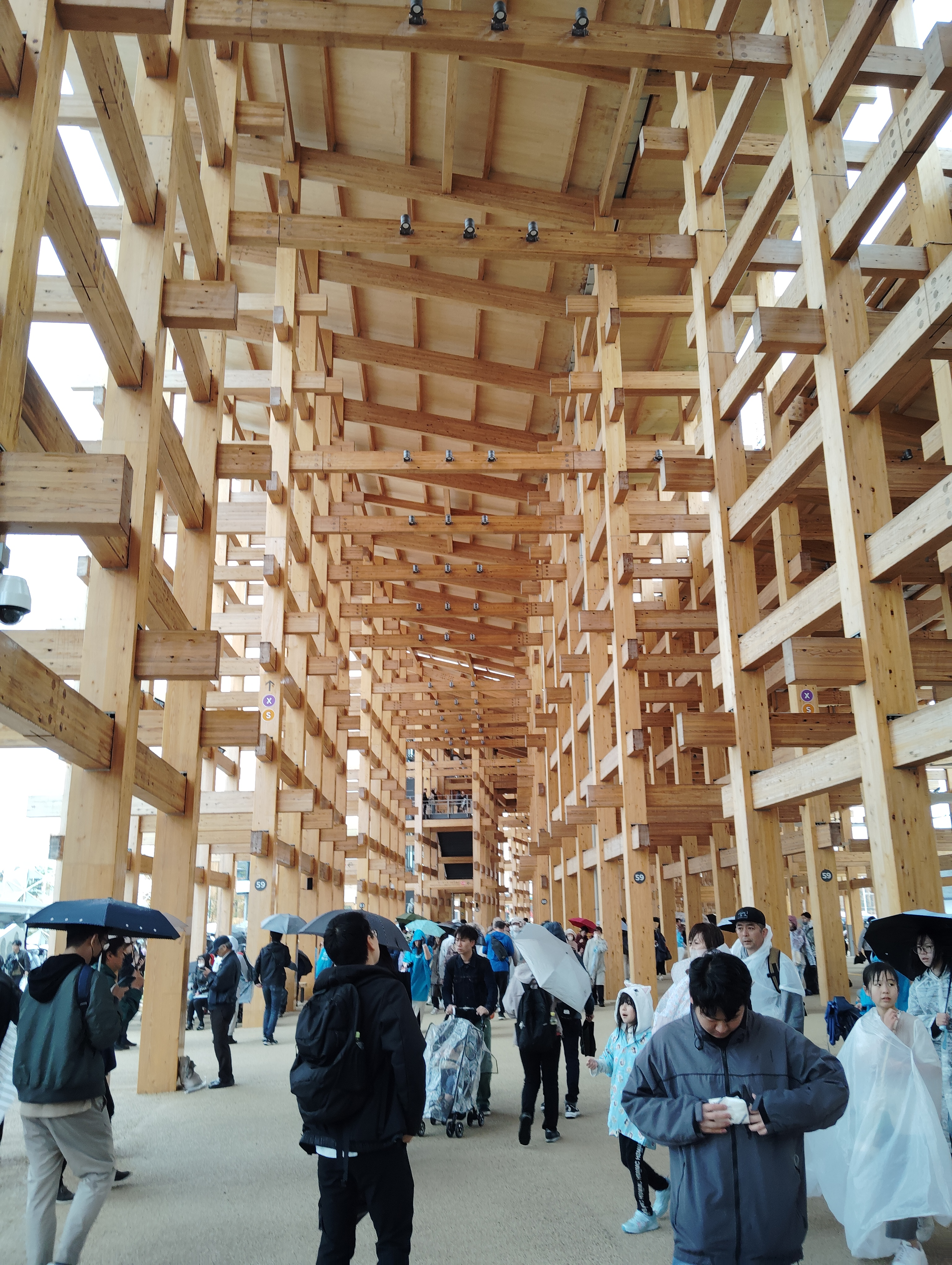
內部
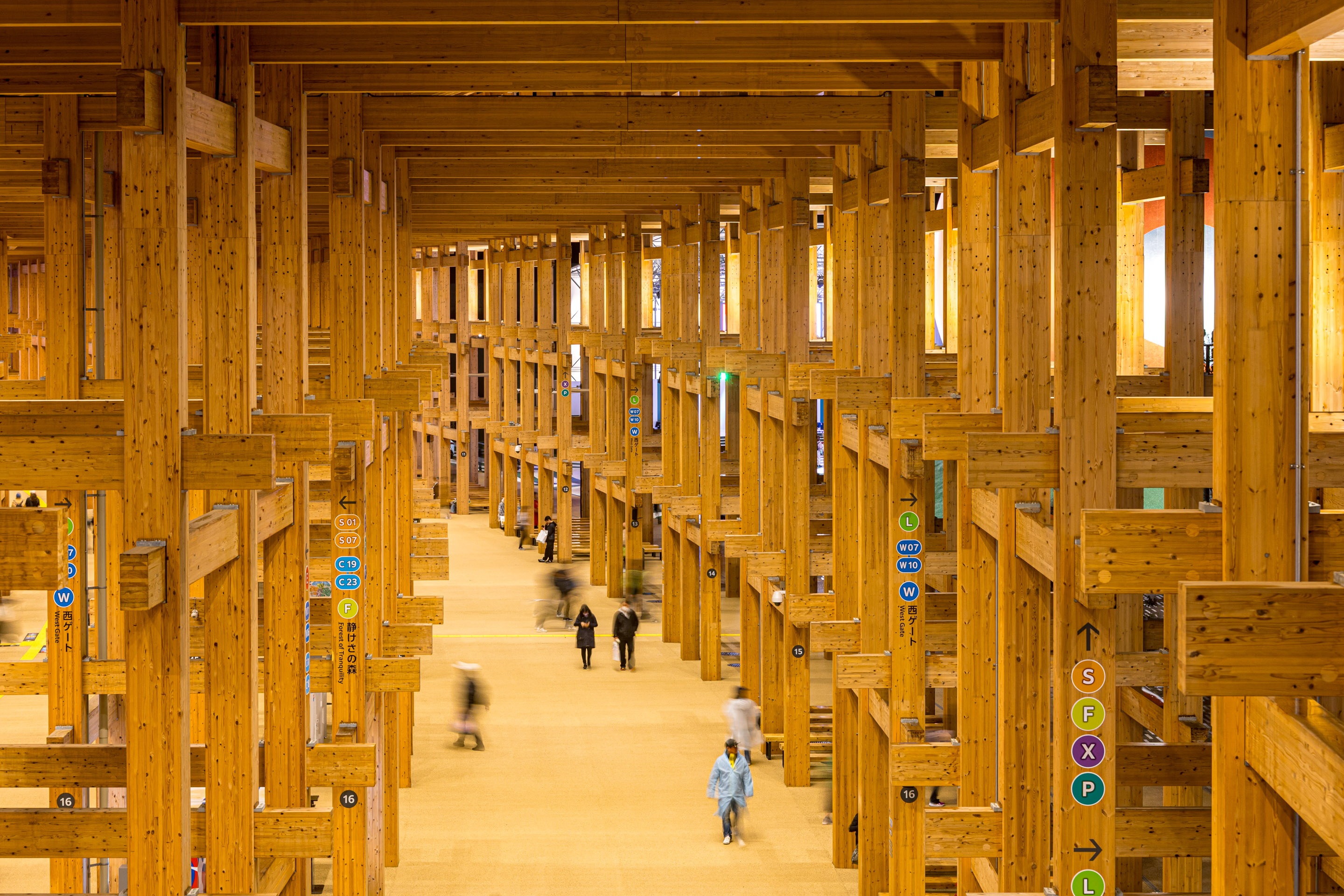
燈光照明下的內部
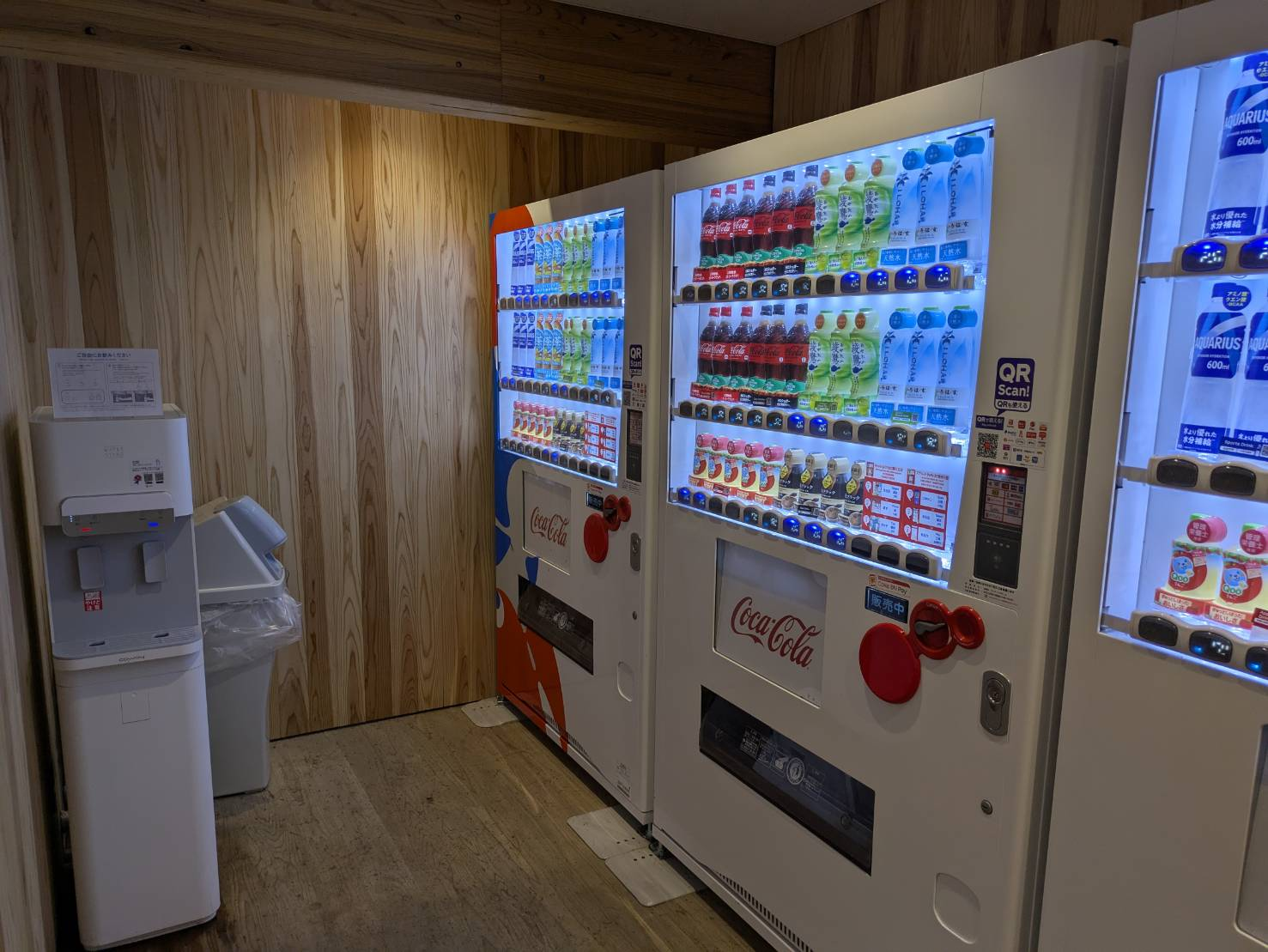
內部的自動販賣機
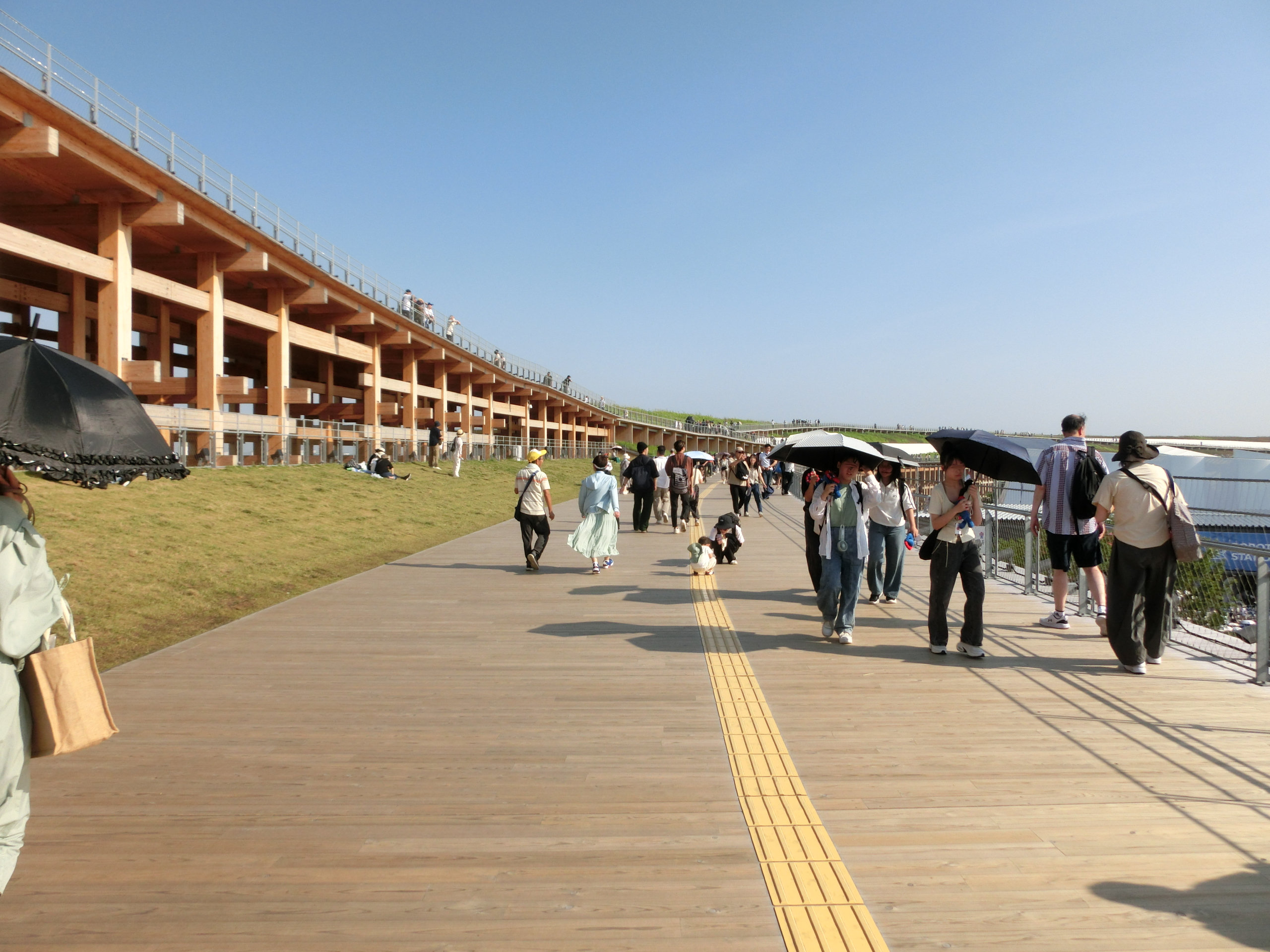
屋頂
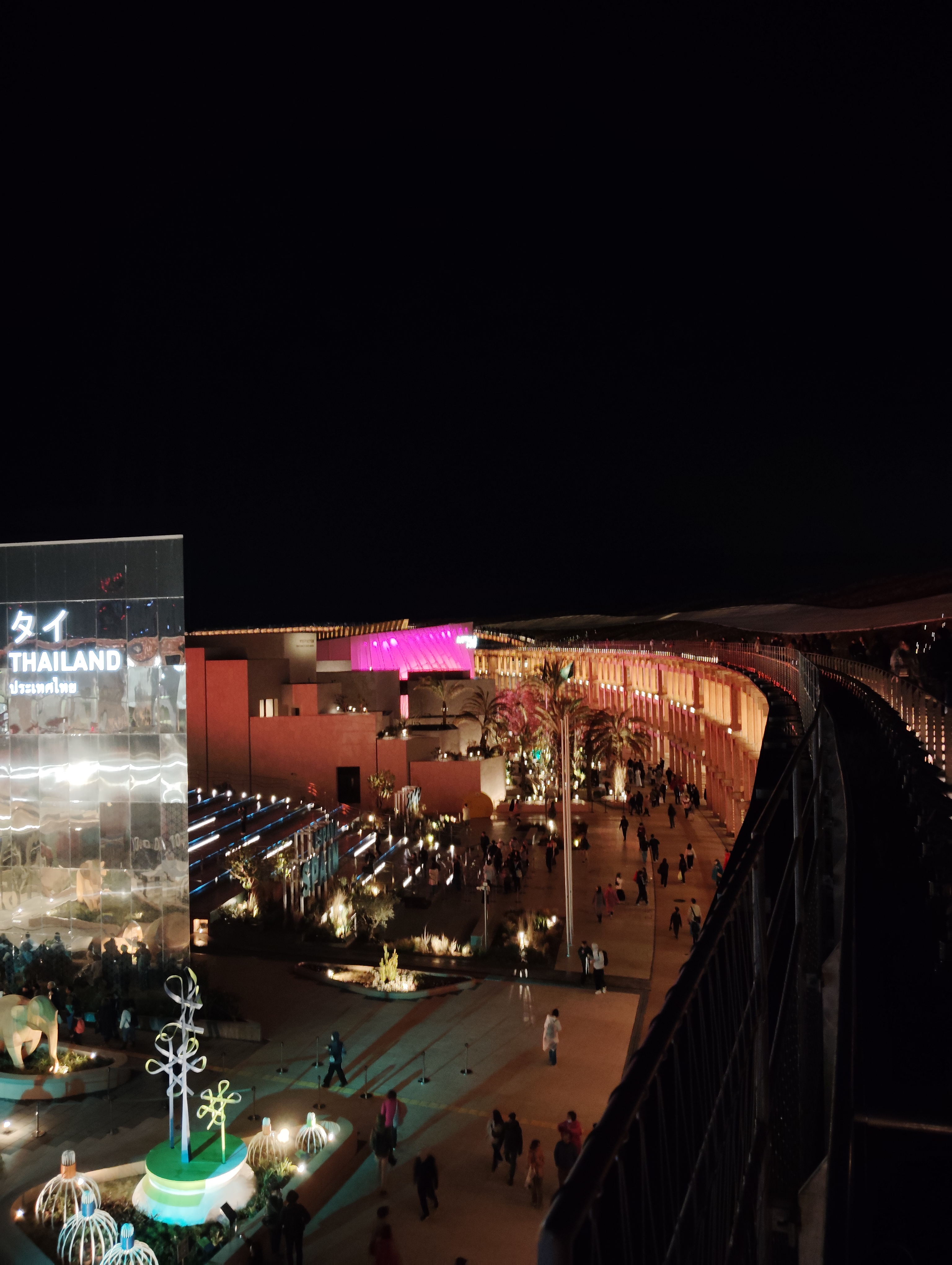
從燈光照明的屋頂望去
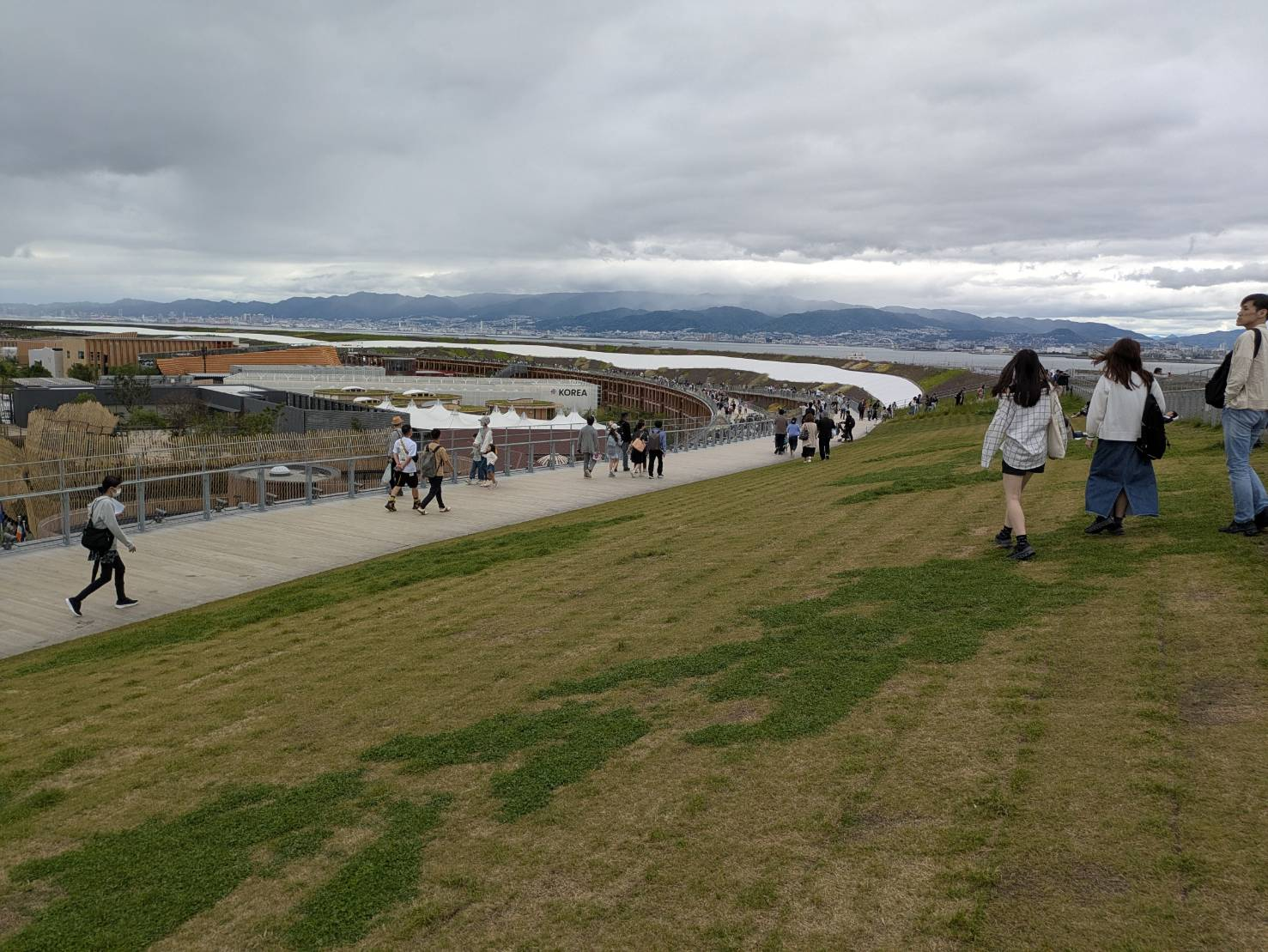
最上層
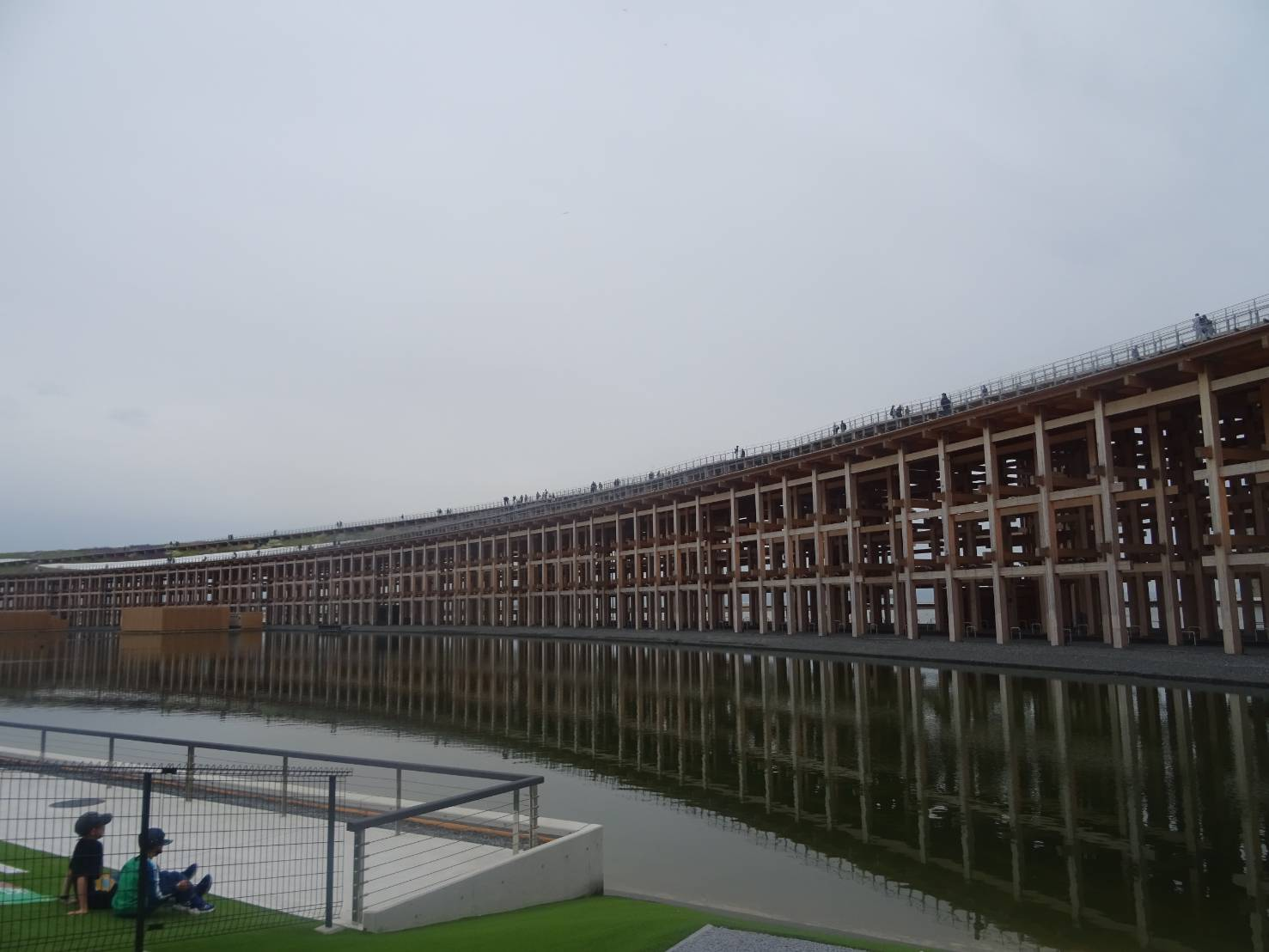
環形屋頂南側
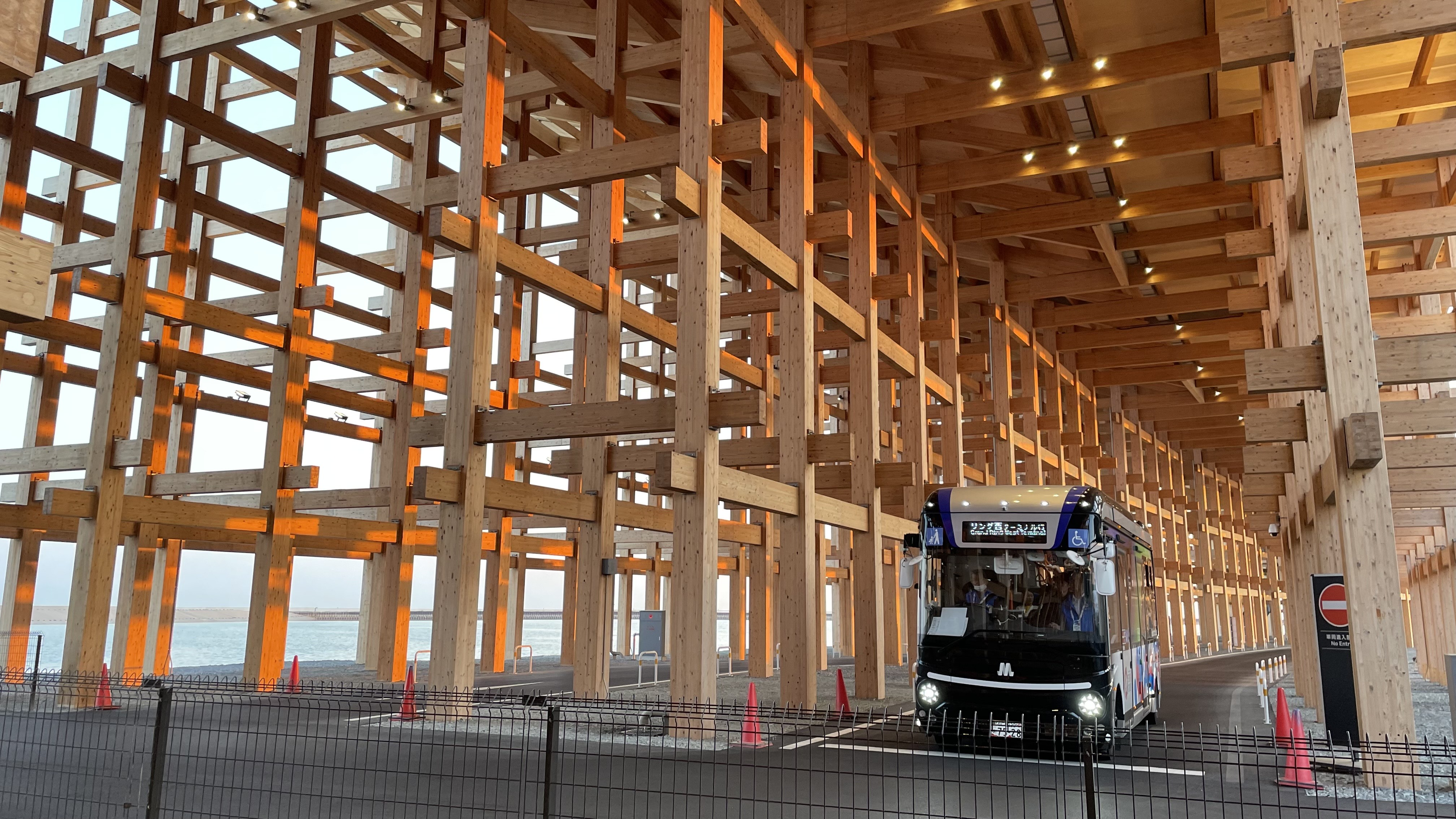
沿環形屋頂海側行駛的接駁巴士

### 展區
- 交流連結區（ | ）

位於大屋頂環內部北側，聚集德國、西班牙、韓國等國展館。
- 共創賦能區（ | ）

位於大屋頂環內部東側，聚集美國、法國等國展館，以及國際組織展館。
- 永續節能區（ | ）

位於大屋頂環内部西側，聚集英國、義大利、比利時等國展館。
- 靜謐之森區（ | ，或譯為）

位於大屋頂環内部中央處，是約有1,500棵樹和池塘的森林空間。
- 主題展示區（ | ）

坐落於大屋頂環內部的永續節能區與共創賦能區之間，設有8個特色展館。
- 未來生活區（ | ）

位於會場西端，設有次世代技術及未來社會展示間、飛天車起降場等設施。
- 西側入口區（ | ）

位於大屋頂環外部西側，民間展館聚集於此。
- 東側入口區（ | ）

位於大屋頂環外部東側，企業展館、地方自治體展館及日本國聚集於此。

### 海外展館

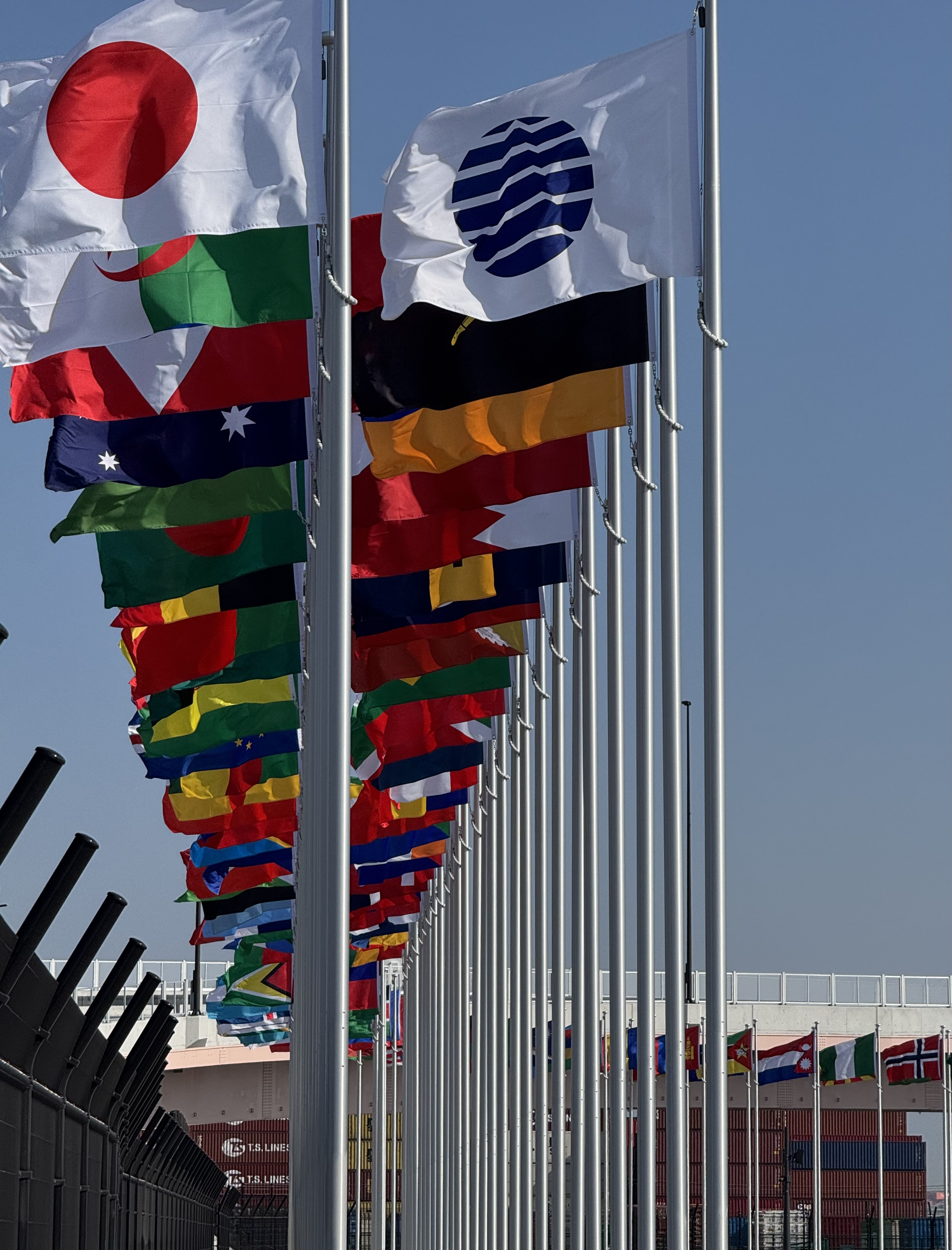
會場東門前飄揚的參展國旗幟。圖片最前排左側為日本國旗、右側為國際展覽局旗幟。

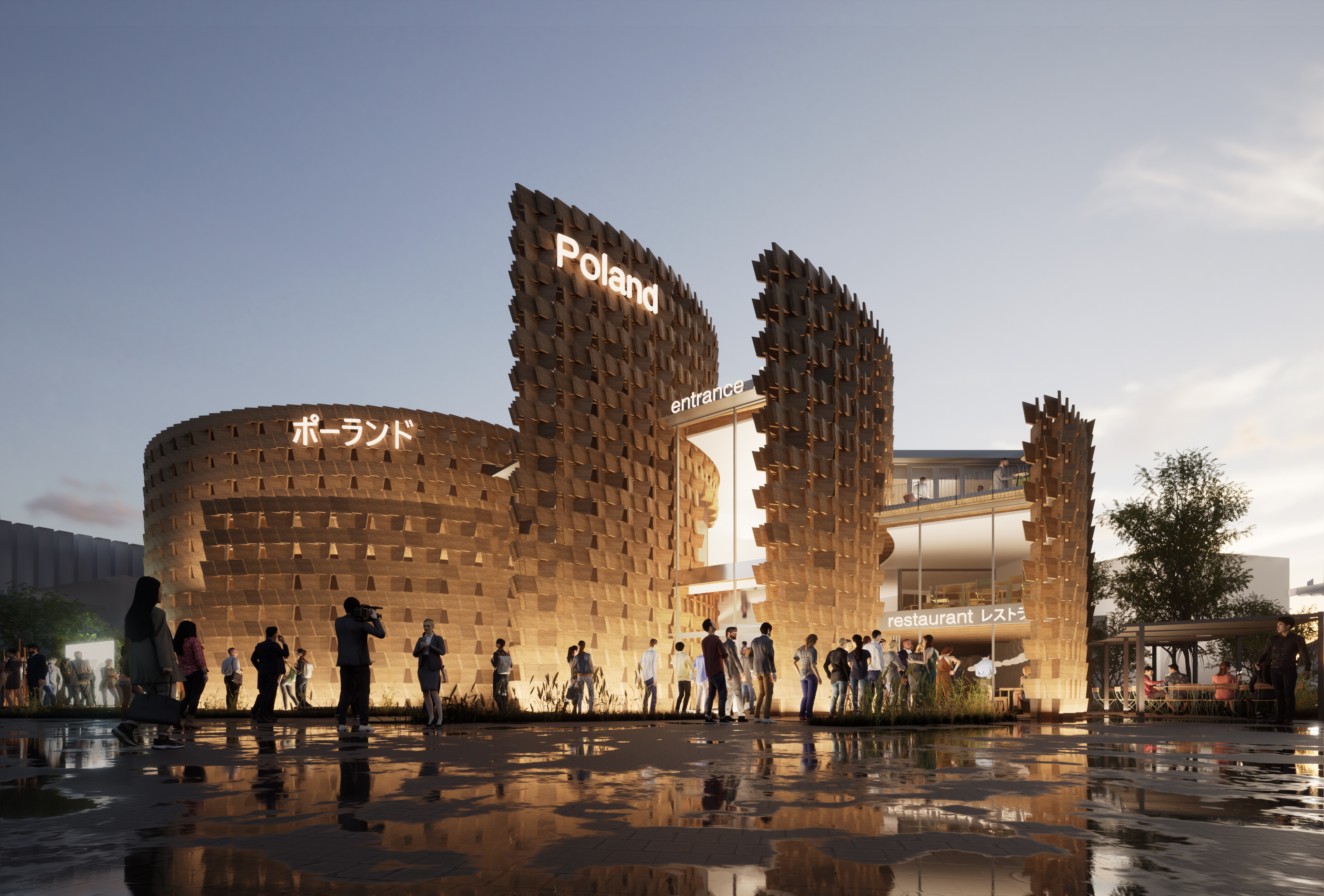
波蘭館

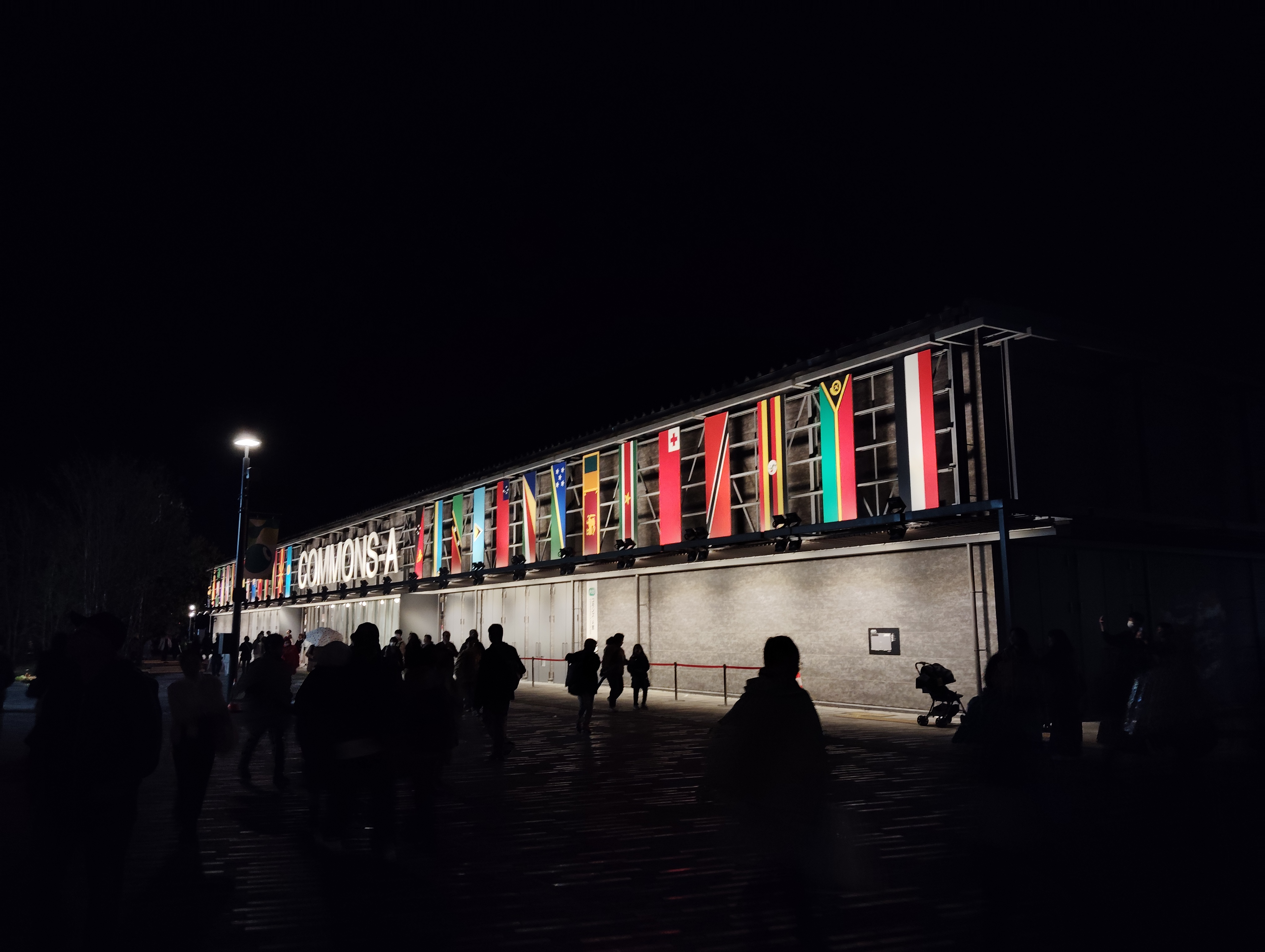
國家聯館A館

本次世博會共有世界158個國家、7個國際組織參展，參展國數目為日本歷屆主辦的世博會之最。下列的海外參展者，依照日本外務省截至2025年2月13日發布的資料收錄。

#### 參展國家
以下依五十音順序排列。
- 日本國
- 冰島
- 愛爾蘭
- 亞塞拜然
- 阿富汗伊斯蘭共和國
- 美利堅合眾國
- 阿拉伯聯合大公國
- 阿爾及利亞民主人民共和國
- 阿根廷共和國
- 亞美尼亞共和國
- 安哥拉共和國
- 安地卡及巴布達
- 葉門共和國
- 以色列國
- 義大利共和國
- 印度共和國
- 印度尼西亞共和國
- 烏干達共和國
- 烏茲別克共和國
- 烏拉圭東岸共和國
- 烏克蘭[48]
- 英國（大不列顛暨北愛爾蘭聯合王國）
- 阿拉伯埃及共和國
- 史瓦帝尼王國
- 衣索比亞聯邦民主共和國
- 澳大利亞聯邦
- 奧地利共和國
- 阿曼蘇丹國
- 荷蘭王國
- 維德角共和國
- 迦納共和國
- 蓋亞那合作共和國
- 哈薩克共和國
- 卡達國
- 加拿大
- 加彭共和國
- 喀麥隆共和國
- 甘比亞共和國
- 柬埔寨王國
- 北馬其頓共和國
- 幾內亞共和國
- 幾內亞比索共和國
- 古巴共和國
- 希臘共和國
- 吉爾吉斯共和國
- 瓜地馬拉共和國
- 科威特國
- 克羅埃西亞共和國
- 肯亞共和國
- 象牙海岸共和國
- 科索沃共和國
- 葛摩聯盟
- 剛果民主共和國
- 沙烏地阿拉伯王國
- 薩摩亞獨立國
- 聖多美普林西比民主共和國
- 尚比亞共和國
- 吉布地共和國
- 牙買加
- 新加坡共和國
- 辛巴威共和國
- 瑞士聯邦
- 瑞典王國
- 蘇丹共和國
- 西班牙王國
- 蘇利南共和國
- 斯里蘭卡民主社會主義共和國
- 斯洛伐克共和國
- 斯洛維尼亞共和國
- 塞席爾共和國
- 赤道幾內亞共和國
- 塞內加爾共和國
- 塞爾維亞共和國
- 聖克里斯多福及尼維斯
- 聖文森及格瑞那丁
- 聖露西亞
- 索馬利亞聯邦共和國
- 索羅門群島
- 泰王國
- 大韓民國
- 塔吉克共和國
- 坦尚尼亞聯合共和國
- 捷克共和國
- 中非共和國
- 中華人民共和國
- 突尼西亞共和國
- 智利共和國
- 吐瓦魯
- 丹麥王國
- 德意志聯邦共和國
- 多哥共和國
- 多明尼加共和國
- 千里達及托巴哥共和國
- 土庫曼
- 土耳其共和國
- 東加王國
- 奈及利亞聯邦共和國
- 諾魯共和國
- 紐埃
- 尼日共和國
- 尼泊爾聯邦民主共和國
- 挪威王國
- 巴林王國
- 海地共和國
- 巴基斯坦伊斯蘭共和國
- 梵蒂岡
- 巴拿馬共和國
- 萬那杜共和國
- 巴布亞紐幾內亞獨立國
- 帛琉共和國
- 巴拉圭共和國
- 巴勒斯坦
- 匈牙利
- 孟加拉人民共和國
- 東帝汶民主共和國
- 斐濟共和國
- 菲律賓共和國
- 芬蘭共和國
- 不丹王國
- 巴西聯邦共和國
- 法蘭西共和國
- 保加利亞共和國
- 布吉納法索
- 汶萊和平之國
- 蒲隆地共和國
- 越南社會主義共和國
- 貝南共和國
- 貝里斯
- 秘魯共和國
- 比利時王國
- 波蘭共和國
- 玻利維亞多民族國
- 葡萄牙共和國
- 宏都拉斯共和國
- 馬紹爾群島共和國
- 馬達加斯加共和國
- 馬拉威共和國
- 馬利共和國
- 馬爾他共和國
- 馬來西亞
- 密克羅尼西亞聯邦
- 南蘇丹共和國
- 模里西斯共和國
- 茅利塔尼亞伊斯蘭共和國
- 莫三比克共和國
- 摩納哥侯國
- 摩爾多瓦共和國
- 蒙古國
- 蒙特內哥羅
- 約旦
- 寮人民民主共和國
- 拉脫維亞共和國
- 立陶宛共和國
- 賴比瑞亞共和國
- 羅馬尼亞
- 盧森堡大公國
- 盧安達共和國
- 賴索托王國

#### 國際組織
以下依五十音順序排列。
- 國際熱核融合實驗反應爐（ITER）
- 歐洲聯盟（EU）
- 國際科學技術中心（日语：国際科学技術センター）（ISTC）
- 國際紅十字與紅新月運動
- 聯合國（UN）[c]
- 國際太陽能聯盟（英语：International Solar Alliance）（ISA）
- 東南亞國家協會（ASEAN）秘書處

### 國內展館

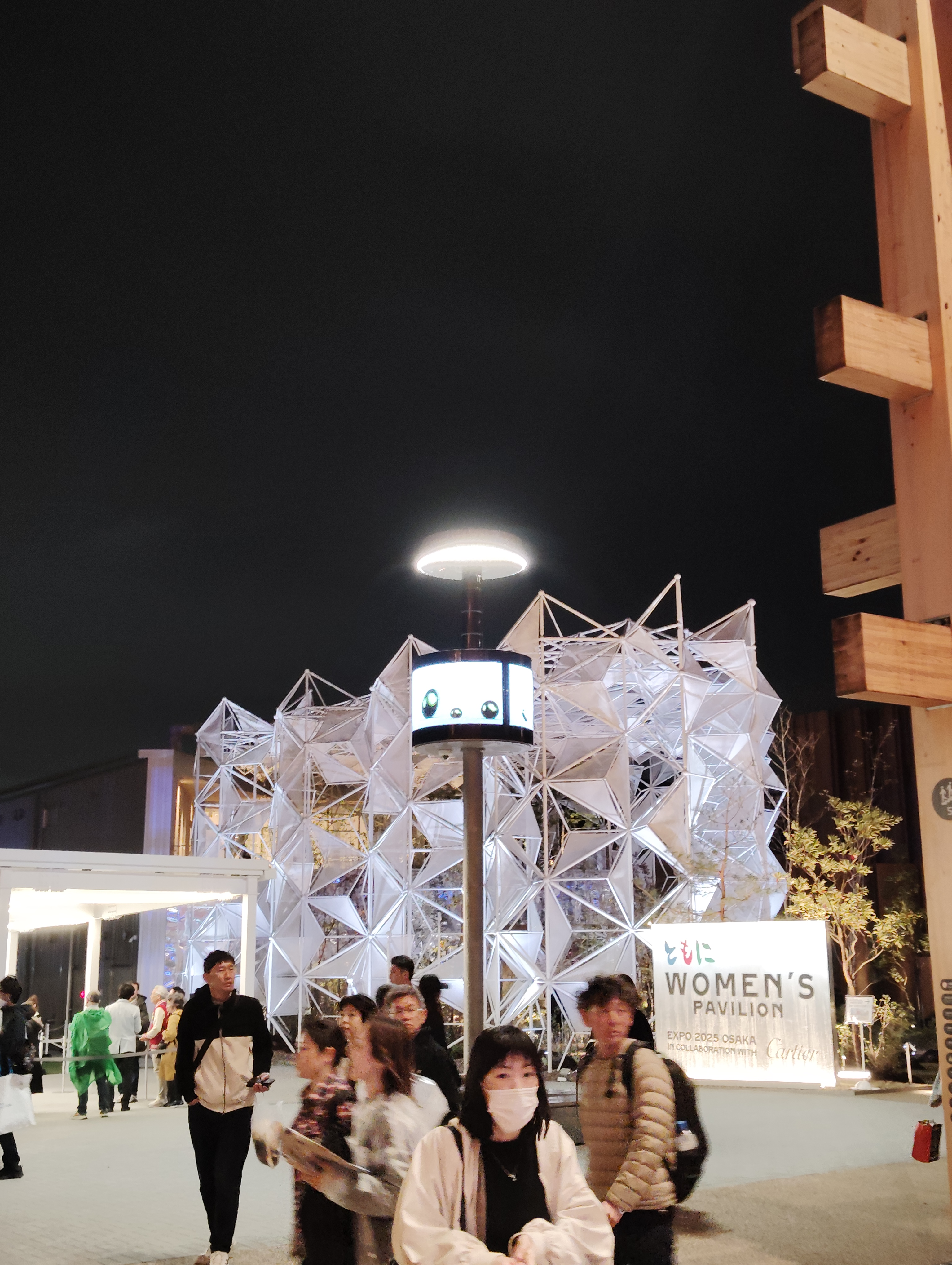
女性館

館名後之標示，為該場館之出展單位。
政府關聯展館
- 女性館 卡地亞合作企劃 - 內閣府、經濟產業省、歷峰集團日本（以卡地亞品牌名義）、博覽會協會
- 大阪健康照護館 - 大阪府、大阪市，以「公益社團法人 2025年日本國際博覽會大阪館」名義共同出展
- 關西館 - 關西廣域聯合（日语：関西広域連合）

#### 民間展館
- NTT Pavilion - 日本電信電話（NTT）
- 電力館 可能性之蛋 - 電氣事業聯合會（日语：電気事業連合会）
- 住友館 - 住友 EXPO2025 推進委員會
- Panasonic集團館「物之國」（) - Panasonic控股
- 三菱未來館（日语：三菱未来館） - 三菱大阪・關西萬博綜合委員會
- YOSHIMOTO waraii myraii館 - 吉本興業控股
- PASONA NATUREVERSE - 保聖那集團（日语：パソナグループ）
- BLUE OCEAN DOME - 特定非營利活動法人ZERI Japan（日本零排放研究創新基金會）
- GUNDAM NEXT FUTURE PAVILION - 萬代南夢宮控股
- 日本瓦斯館 幽靈夢樂園 - 一般社團法人日本瓦斯協會（日语：日本ガス協会）
- 飯田集團×大阪公立大學聯合展館 - 飯田集團控股（日语：飯田グループホールディングス）、大阪公立大學
- ORA外食展館「宴～UTAGE～」 - 一般社團法人大阪外食產業協會
- 未來都市館 - 日立集團、KDDI、久保田等13個企業及團體
- TECH WORLD - 玉山數位科技株式會社（台湾以中華民國對外貿易發展協會出资设立的日本企业名义参展[51][52]）

#### 特色展館
特色展館（シグネチャーパビリオン；或譯主題展示館）是由各界專業人士擔任製作人的系列展館，共有8座；製作人依本次世博會的主題、以及自身關注的議題進行策展。館名後之標示，為該場館之主要製作人。
- Better Co-Being - 宮田裕章（日语：宮田裕章）
- 生命的未來 - 石黑浩
- 生命遊樂場 水母館 - 中島幸子（日语：中島さち子）
- null^2 - 落合陽一
- 生命的動態平衡館 - 福岡伸一（日语：福岡伸一）
- 生命巡迴的冒險 - 河森正治
- EARTH MART - 小山薰堂
- Dialogue Theater - 生命的證明 -  - 河瀨直美

## 董事

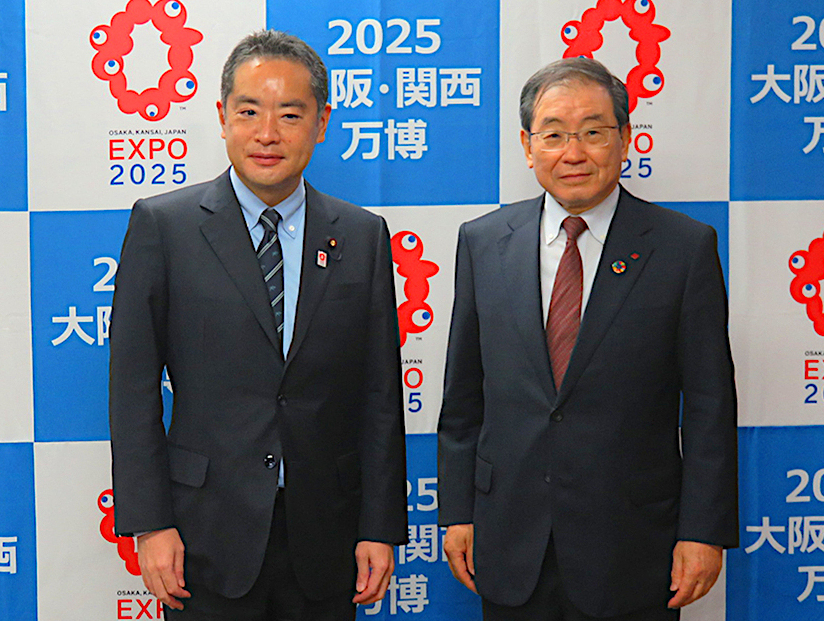
2025年萬博擔當大臣井上信治與日本經濟團體聯合會會長十倉雅和（2021年）

世博會的董事於2019年5月23日公布，名單包括池田弘之、櫻田謙悟、吉村洋文（大阪府知事）、松井一郎（大阪市長），由石毛博行擔任事務總長，竹內弘之與市之木愛夏分別擔任副事務總長。
現任2025年日本國際博覽會協會的董事長暨代表董事為十倉雅和，同時也是日本經濟團體聯合會的會長。他自2021年6月起擔任協會董事長與代表董事一職。

## 遺產
關於閉幕式後會場用地的再利用，大阪府與大阪市向民間徵求開發提案，最終選出兩案為優勝方案。獲選的提案分別來自以大林組大阪本社為首的七家公司聯合團隊，以及包含關電不動產開發（KEPCO Real Estate Development）在內的六家公司聯合團隊。
七家公司團隊的提案，內容包括開發一座有潛力吸引未來F1賽事的賽車場，並規劃大型體育館、購物中心與飯店等設施。關電不動產開發等六家公司團隊則提出建設一座綜合度假設施的計畫，包含滑水道水上樂園與飯店，並考量與鄰接的建設中MGM大阪之間的聯動性。
大阪市預計將於2025年10月之後對開發者公開招標。

## 外部連結
- 2025年世界博覽會官方網站 （日語、英語、中文、中文、韓語、法語和西班牙語）部分語言版本使用機器翻譯
- 2025日本世界博覽會申辦委員會 （日語）
- BIE Expo 2025 microsite（页面存档备份，存于） （日語）
- 國際博覽會 - 經濟產業省 （日語）
- 國際博覽會（萬博） - 外務省 （日語）
- 國際博覽會推進本部 - 內閣官房 （日語）
- 萬博推進局 - 大阪府 （日語）
- 2025年日本國際博覽會的舉辦 - 大阪市 （日語）
- WAKAZO.ONLINE （日語）
- 會場地圖 - 2025年世界博覽會官方網站 （日語）
- Expo2025 大阪·關西世博的X（前Twitter） （日語）
- Expo2025 大阪·關西世博的Facebook專頁 （日語）
- Expo2025 大阪·關西世博的Instagram帳戶 （日語）
- YouTube上的Expo2025 大阪·關西世博頻道 （日語）
- YouTube上的讀賣新聞萬博頻道